# トコトンハテナ
『トコトン ハテナ』は、2005年1月9日から2012年3月25日までの7年3ヵ月間に渡り、テレビ東京系列にて毎週日曜日の18:30 - 18:55（JST）に放送されていた教養番組。

## 概要
前番組『世の中ガブっと!』のコンセプトを受けつつ、エコロジー関連のお題を取り上げることが多かったが、東日本大震災発生後の2011年4月以降は、震災関連のお題が多くなっていた。放送開始以来、長年4:3標準画質映像にて収録されていた（2010年7月放送分以降は番組タイトルが書かれたサイドパネルが付いていた）が、2010年9月26日からスタジオ・ロケーションともハイビジョン映像での収録に移行した。
なお2011年10月2日より、18:55 - 19:00にミニ番組『ひるパパ』（2012年9月30日終了）放送のため、18:55終了となった。
2011年3月11日に発生した東日本大震災での福島第一原子力発電所事故の影響により、2011年9月一杯で東京電力が提供していた（予定していた）番組をすべて降板。
放送枠が縮小した同年10月以降は各放送局最寄りの電力会社による一社提供番組になったが、テレビ東京のみ東京電力に代わって「株式会社ウイズネット」の一社提供となっていた。
さらに、2012年に入って、TVQ九州放送での筆頭スポンサーである九州電力が当番組を含む提供番組を撤退し、最終的に同年3月25日の放送回をもって終了。これにより1989年4月に開始した「クイズ!宇宙船地球号」以来23年間続いてきたテレビ東京系列における各電力会社筆頭提供番組が終了することになった。

## 出演者
司会
- 高橋英樹

リポーター
- クワバタオハラ（くわばたりえ、小原正子）
開始当初からレギュラー出演していたが、2011年5月以降は個別での単独出演を含めて週替わり出演となる。くわばたは出産に伴って2010年10月3日から2011年5月8日の間一時降板し、その間は小原のみで出演。EDのVTRでくわばたの近況報告を行っていた。
- 江戸むらさき（2010年9月26日 - 週替わり）
- 浜口順子（2010年10月3日 - 週替わり）
- ホリ　（2010年10月10日 - 週替わり）

リポーターは上記出演者の中から組み合わせて週替わり出演している。
ナレーター
- まさきゆか

過去の出演者
- もりちえみ（2007年11月11日 - 2010年9月12日）

※「トコトンハテナ」のタイトルコール読みは高橋とクワバタオハラがそろって担当。

## スタッフ
- 監修：河野光雄
- カメラ：加藤洋祐
- VE：花澤輝夫
- 照明：伊藤正雄　南部亜彩子
- 美術：山内みゆき、林政之（ING）
- ロケカメラ：後藤一平
- ロケVE：佐竹樹郎
- EED：荘野佑介　加藤遼子
- MA：久保田隆
- 音響効果：渡辺貴信
- スタイリスト：黒田匡彦、篠原浩一
- ヘアメイク：MARVEE
- 小道具：NIPPON FORM、飛騨産業
- 番組宣伝：岡仁（テレビ東京）
- AD：望月馨
- ディレクター：荻野泰志
- プロデューサー：四家秀治（テレビ東京）、小倉朗（CNインターボイス）、小林圭（MKプランニング）
- 制作協力：アズマックス
- 製作：テレビ東京、CNインターボイス

## ネット局
| 放送対象地域   | 放送局         | 系列                                                  | 放送日時           | 放送の遅れ | 備考        |
| -------------- | -------------- | ----------------------------------------------------- | ------------------ | ---------- | ----------- |
| 関東広域圏     | テレビ東京     | テレビ東京系列                                        | 日曜 18:30 - 18:55 | 同時ネット | 制作局      |
| 北海道         | テレビ北海道   | テレビ東京系列                                        | 日曜 18:30 - 18:55 | 同時ネット |             |
| 愛知県         | テレビ愛知     | テレビ東京系列                                        | 日曜 18:30 - 18:55 | 同時ネット |             |
| 大阪府         | テレビ大阪     | テレビ東京系列                                        | 日曜 18:30 - 18:55 | 同時ネット |             |
| 岡山県・香川県 | テレビせとうち | テレビ東京系列                                        | 日曜 18:30 - 18:55 | 同時ネット |             |
| 福岡県         | TVQ九州放送    | テレビ東京系列                                        | 日曜 18:30 - 18:55 | 同時ネット |             |
| 福井県         | 福井テレビ     | フジテレビ系列                                        | 土曜 16:25 - 16:55 | 6日遅れ    |             |
| 岐阜県         | 岐阜放送       | 独立UHF局                                             | 月曜 19:30 - 20:00 | 22日遅れ   | [ 2 ]       |
| 滋賀県         | びわ湖放送     | 独立UHF局                                             | 金曜 14:00 - 14:30 | 26日遅れ   | [ 3 ]       |
| 奈良県         | 奈良テレビ     | 独立UHF局                                             | 日曜 7:30 - 7:55   | 21日遅れ   | [ 4 ]       |
| 愛媛県         | 南海放送       | 日本テレビ系列                                        | 日曜 17:00 - 17:30 | 7日遅れ    | [ 5 ] [ 6 ] |
| 宮崎県         | テレビ宮崎     | クロスネット局 フジテレビ・日本テレビ・テレビ朝日系列 | 水曜 11:15 - 11:45 | 45日遅れ   | [ 7 ] [ 8 ] |

### 過去のネット局
- 山口放送（日本テレビ系列、土曜 10:00 - 10:30） - 2006年3月でネット打ち切り。
- テレビ高知（TBS系列、火曜 16:18 - 16:47） - 2011年3月29日でネット打ち切り。
- 山陰放送（TBS系列、月曜 10:00 - 10:30） - 2011年10月31日でネット打ち切り。
- 福島中央テレビ（日本テレビ系列、月曜 9:30 - 10:00） - 2011年12月5日でネット打ち切り[9]。
- 山梨放送（日本テレビ系列、火曜 9:55 - 10:25） - 2012年3月13日でネット打ち切り。